# تپه حکان ب
تپه حکان ب در شهرستان رزن، بخش قروه درجزین، روستای حکان واقع شده و این اثر در تاریخ ۲۳ شهریور ۱۳۸۲ با شمارهٔ ثبت ۱۰۱۱۳ به‌عنوان یکی از آثار ملی ایران به ثبت رسیده است.